# Krétský býk

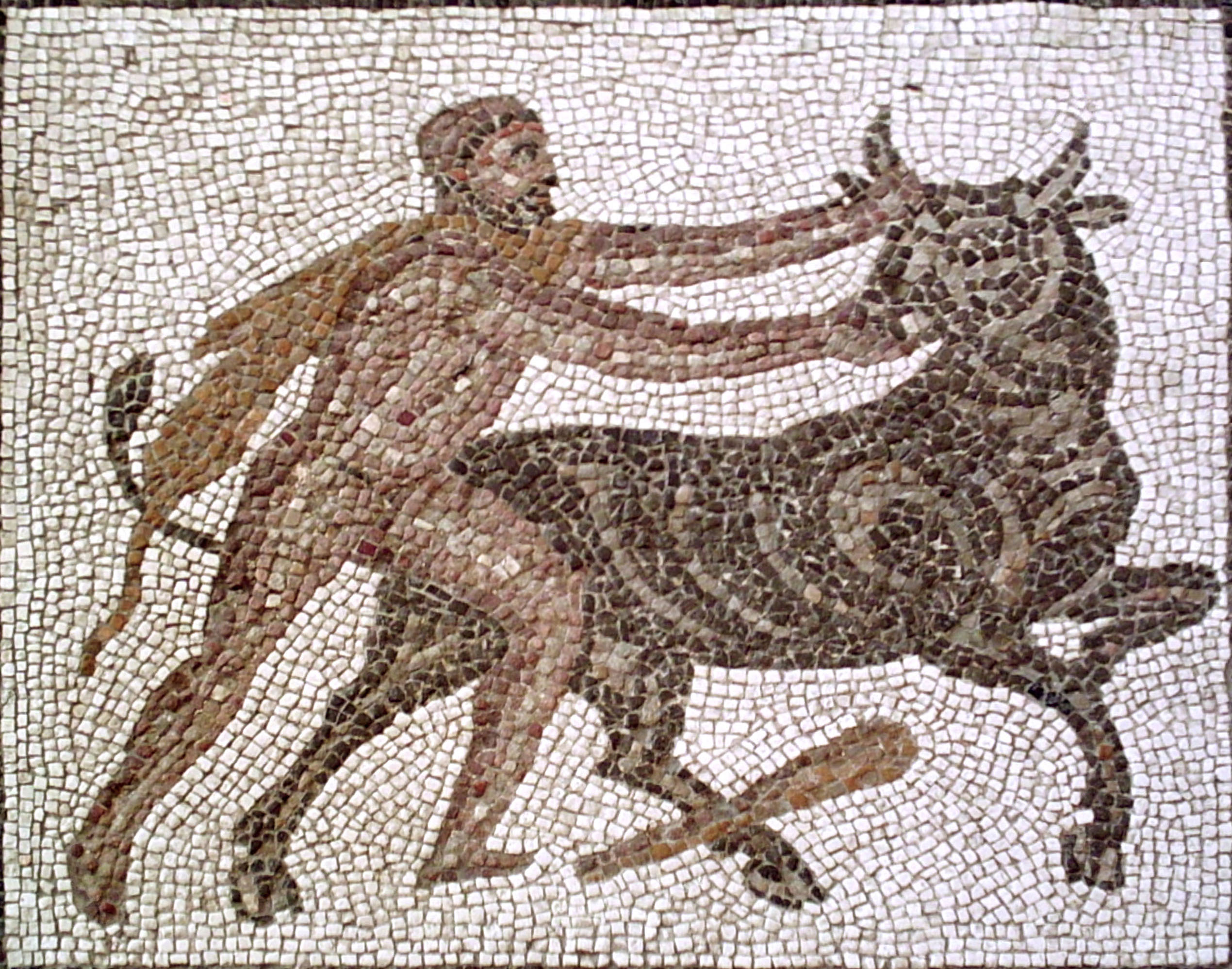
Hérakles chytá býka; římská mozaika z Llírie (Španělsko)

Krétský býk (řecky Κρὴς ταῦρος) je postava z řecké mytologie, která zplodila Mínótaura.
Mínós byl králem na Krétě. O trůn se hašteřil s bratry. Žádal proto Poseidóna, aby mu seslal znamení, že on je pravým králem. Poseidón mu poslal na znamení sněhobílého býka s tím, že býk má být obětován. Mínós však usoudil, že Poseidónův býk je příliš pěkný kus na to, aby ho zabil, a obětoval místo něj jiného, podřadného býka. Rozzuřený Poseidón požádal Afrodítu, aby proklela Mínósovu manželku Pasifaé. Ta se kvůli tomu do býka zamilovala. Následně porodila napůl člověka, napůl býka, Mínotaura. Poseidón navíc nechal krétského býka zpustošit zemi. Jeho odchycení byl sedmý úkol, kterým byl pověřen hrdina Hérakles králem Eurystheusem. Hérakles býka skutečně chytil a poslal k Eurystheovi do Tírynsu. Býk zde později utekl a zatoulal se do Marathónu. Další hrdina Théseus se pokusil býka chytit. Na cestě do Marathónu hledal úkryt před bouří v chatrči, kterou vlastnila stařenka jménem Hekalé. Přísahala, že pokud se Théseovi podaří býka chytit, obětuje se mu. Théseus býka chytil, ale když se vrátil do chýše, byla již Hekalé mrtvá. Théseus postavil na její počest dém. Poté odtáhl býka do Athén, kde ho obětoval Athéně (nebo Apollónovi).
Býk byl neodmyslitelně spjat s mínojskou kulturou na Krétě. Byl zde obětním zvířetem i se pořádala jakási akrobacie s býky, patrně prazáklad býčích zápasů.